# Palmariaceae
Palmariaceae, porodica crvenih algi, dio reda Palmariales. Postoje 4 priznata roda s 23 vrste.

## Rodovi
1. Devaleraea Guiry, 10
2. Halosaccion Kützing, 8
3. Neohalosacciocolax I.K.Lee & Kurogi, 1
4. Palmaria Stackhouse, 6